# Fitokróm
A fitokróm egy fotoreceptor pigment, ami a növények fényérzékelésében játszik szerepet. Egyes baktériumokban és gombákban is megtalálható. A látható színkép vörös és távoli-vörös tartományaira érzékeny. Számos virágos növénynél szabályozza a virágzás idejét a nappal és éjszaka hosszának függvényében, valamint befolyásolja a cirkadián ritmust. Részt vesz továbbá a magvak csírázásának szabályozásában, a csíranövények megnyúlásában, a levelek méretének, alakjának és számának kialakításában, a klorofill szintézisében és a kétszikű csíranövények sziklevél alatti és fölötti szárrészének kiegyenesítésében. Megtalálható a legtöbb növény levelében.
A fitokróm biokémiailag egy bilin kromofort tartalmazó fehérje.

## A fitokrómrendszer
A fitokrómrendszer, vagy más néven reverzibilis világospiros-sötétpiros rendszer a legtöbbet vizsgált reakciómechanizmusok közé tartozik. Ennek segítségével megy végbe a fotomorfogenetikai folyamatban a hatékony sugárzás elnyelése.
Világospiros fénnyel (max. 660 nm) való rövid időtartamú megvilágítás (kis intenzitás) a következő fotomorfózist váltja ki a fehér mustár esetében: a hipokotil növekedés gátlása, a sziklevelek felületi növekedése, későbbi levelek kezdeményeinek megjelenése, gázcserenyílások és a xilém differenciálódása, a sejtlégzés, fehérje- és RNS-szintézis fokozódása. Ha ezután sötétvörös fénnyel (max. 730 nm) szintén rövid ideig megvilágítjuk, ez megszünteti a világospiros fény hatását. A folyamat és az alapjául szolgáló rendszer tehát reverzibilis.
A potenciális zöld növények körében gyakorlatilag univerzálisan elterjedt világospiros-vörös reakció magyarázatát a fitokrómhatás-elmélet adja meg. A rendszer két, egymásba alakítható kromoproteidből áll: fitokróm 660 (F 660) és fitokróm 730 (F 730). Ha a fitokróm 660-at, amelynek elnyelési maximuma a világospiros spektrumtartományba esik, világospiros fénnyel megvilágítunk, úgy fitokróm 730-cá alakul át. Másrészt az F 730 vörös fénnyel megvilágítva vagy lassanként sötétben is átalakul F 660-ná.
Az élettanilag aktív alak a fitokróm 730. Felold ugyanis egy élettani gátlást, amely egy bizonyos fejlődési folyamatot gátol.
Hogy a természetes sugárzás fehér fénye (ami nagyjából egyenlő mennyiségű világospirosat és sötétvöröset tartalmaz) az aktív F 730 képződését erőteljesebben serkenti arra vezethető vissza, hogy az F 730-at eredményező reakció fénykvantum-kihasználtsága nagyobb.
A fotoreakció mellett, különösen hosszabb időtartamú besugárzás hatására (nagy intenzitás) megfigyelhető az F 660 újraképződése, miközben az aktív F 730 fényben csírázóknál F 660-ná alakul, vagy sötétben csírázóknál teljesen eltűnik.

## Lásd még
- Fotoperiodizmus